# Verónica Pimstein
Verónica Pimstein Ratinoff es una productora de telenovelas.

## Biografía
Verónica Pimstein comenzó su carrera como gerente de producción en las telenovelas de su padre, el reconocido productor Valentín Pimstein. Después como productora asociada junto con él realizó varias telenovelas en los años noventa. Entre ellas se encuentran: Simplemente María en 1989, La pícara soñadora en 1991 y Carrusel de las Américas en 1992.
No fue sino hasta 1994 cuando recibe su primera oportunidad de producir un melodrama como productora ejecutiva. Después de ser el productor de María Mercedes, Valentín Pimstein le encomienda la próxima saga de las Marías Marimar, protagonizada por Thalía y Eduardo Capetillo.
Después de ser la víctima de un secuestro en la mitad de los años noventa, se aleja de la producción de telenovelas y se va de Televisa en 1998 detrás de su padre.
Durante la década de 2000 regresa y es productora ejecutiva en las telenovelas Por amor, La marca del deseo y Doña Bella, producidas de parte de Univision Communications y RCN Televisión para Telefutura. 
En 2011 comienza a trabajar en Sony Pictures Television, donde su primera producción fue Una maid en Manhattan, coproducción con Telemundo.

## Trayectoria

### Asesora de producción
Sony Pictures Television
- La suegra (2014)
- Segunda temporada de Niñas mal (2013)
- La hipocondríaca (2013)
- Una maid en Manhattan (2011/12)

### Productora ejecutiva
Univision
- Doña Bella (2009)
- La marca del deseo (2007/2008)
- Por amor (2006)

Televisa
- Marimar (1994)

### Productora asociada
- Segunda parte de María Mercedes (1992)
- Carrusel de las Américas (1992)
- La pícara soñadora (1991)
- Segunda parte de Carrusel (1989/1990)
- Primera parte de Simplemente María (1989/1990)

### Gerente de producción
- Última parte de Rosa salvaje (1987-1988)

### Libreto
- Carrusel (1989-1990) Evaluación script
- La pícara soñadora (1991) aka Andrea Fernández Adaptación

## Premios y nominaciones

### Premios ACE 1995
| Categoría                       | Telenovela | Resultado |
| ------------------------------- | ---------- | --------- |
| Mejor Programa Escénico del Año | Marimar    | Ganadora  |

### Premios India Catalina 2012
| Categoría                       | Telenovela | Resultado |
| ------------------------------- | ---------- | --------- |
| Mejor Programa Escénico del Año | Doña bella | Nominada  |

### Premios TvyNovelas (Colombia) 2012
| Año  | Categoría                                     | Telenovela | Resultado |
| ---- | --------------------------------------------- | ---------- | --------- |
| 2012 | Novela Favorita                               | Doña Bella | Nominada  |
| 2012 | Producción nacional favorita para el exterior | Doña Bella | Nominada  |

### People en Español
| Año  | Categoría        | Telenovela            | Resultado |
| ---- | ---------------- | --------------------- | --------- |
| 2012 | Mejor Telenovela | Una maid en Manhattan | Nominada  |

### Premios Tu Mundo
| Año  | Categoría      | Telenovela            | Resultado |
| ---- | -------------- | --------------------- | --------- |
| 2012 | Novela del Año | Una maid en Manhattan | Nominada  |